# Agra (Distrikt)
Der Distrikt Agra (Hindi आगरा ज़िला; Urdu آگرہ ضلع) befindet sich im nordindischen Bundesstaat Uttar Pradesh.
Der Distrikt befindet sich in der nordindischen Ebene südsüdöstlich der Bundeshauptstadt Neu-Delhi. Er erstreckt sich über eine Fläche von 4041 km². Die Hauptstadt ist Agra. Die Flüsse Chambal und Yamuna bilden die Distriktgrenze im Südosten und Nordosten.
Die Einwohnerzahl betrug beim Zensus 2011 4.418.797. Im Jahr 2001 waren es noch 3.620.436. Das Geschlechterverhältnis betrug 868 Frauen auf 1000 Männer. Die Alphabetisierungsrate lag bei 71,58 % (80,62 % unter Männern, 61,18 % unter Frauen).
88,77 % der Bevölkerung sind Anhänger des Hinduismus, während 9,31 % Muslime sind.

## Verwaltungsgliederung

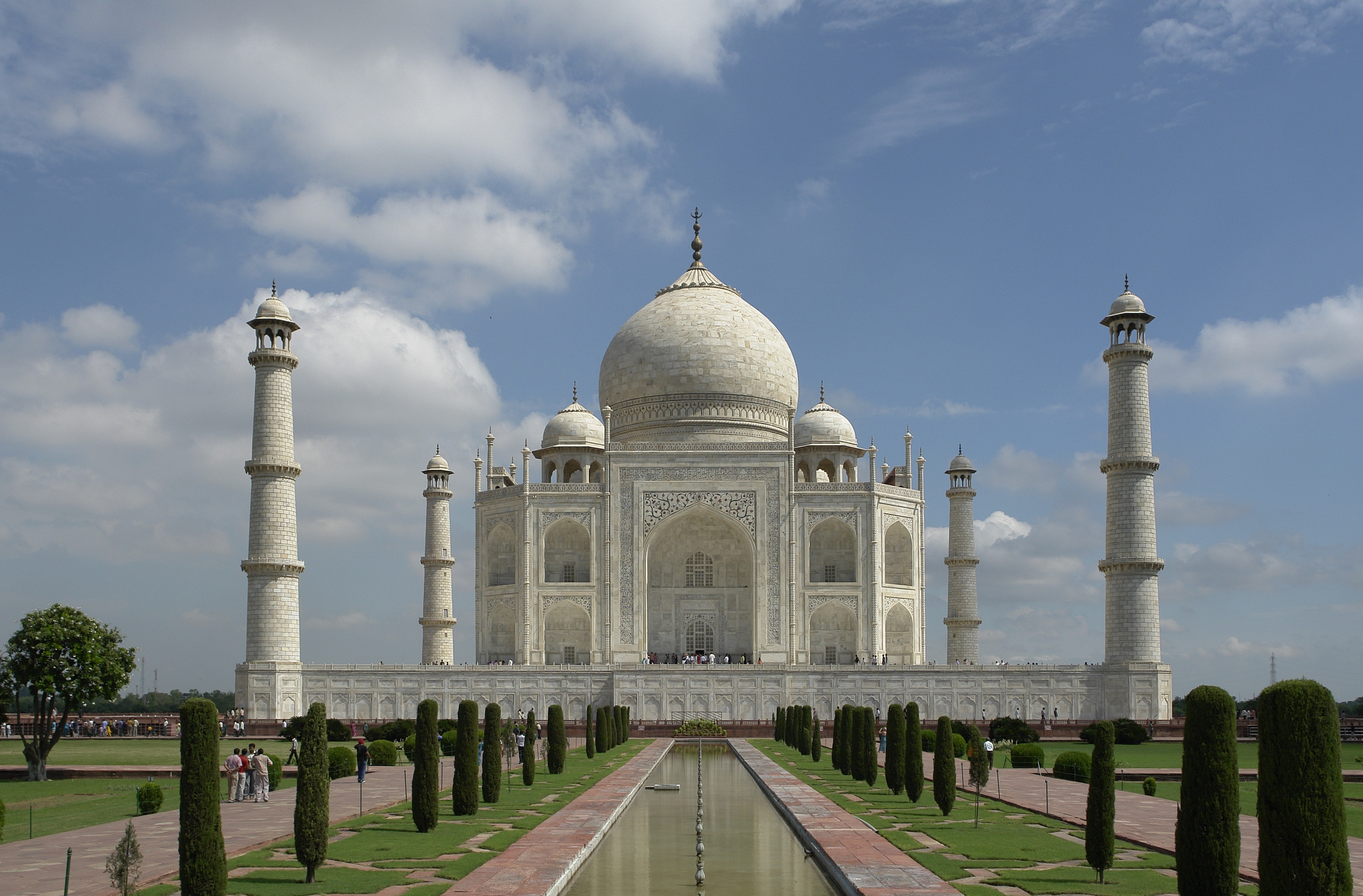
Taj Mahal in Agra

### Tehsils
Der Distrikt ist in 6 Tehsils gegliedert:
- Bah
- Etmadpur
- Khairagarh
- Kirawali
- Sadar

### Kommunale Selbstverwaltungen
Im Distrikt gibt es eine Municipal Corporation: Agra.
Nagar Palika Parishads im Distrikt sind:
- Achhnera
- Bah
- Etmadpur
- Fatehpur Sikri
- Shamsabad

Ferner gibt es die Garnisonsstadt Agra.